# Verbunddampfmaschine

Schema einer Dreifach-Expansionsdampfmaschine

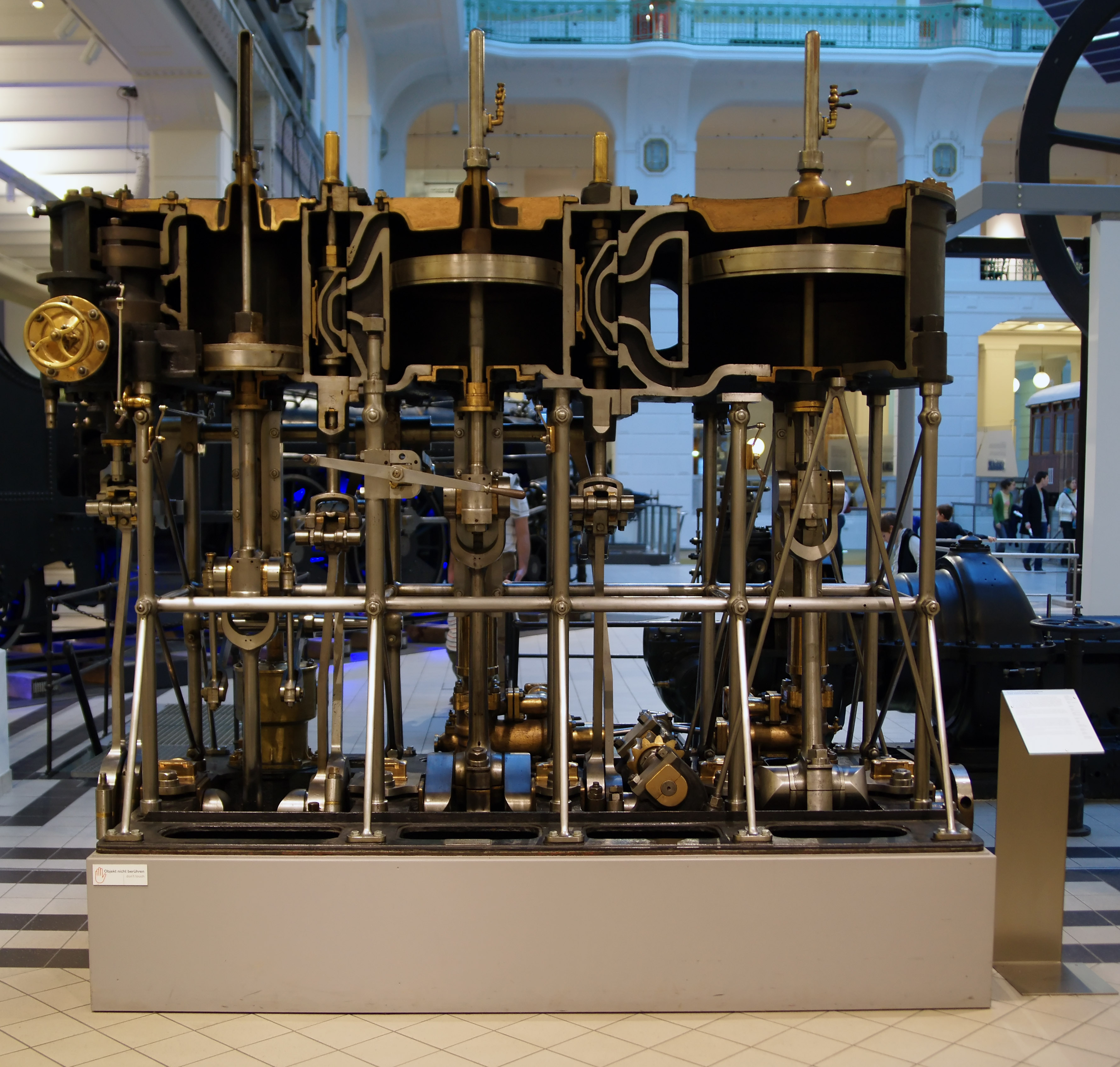
Dreifach-Expansionsdampfmaschine aus dem Jahr 1888 im Technischen Museum Wien

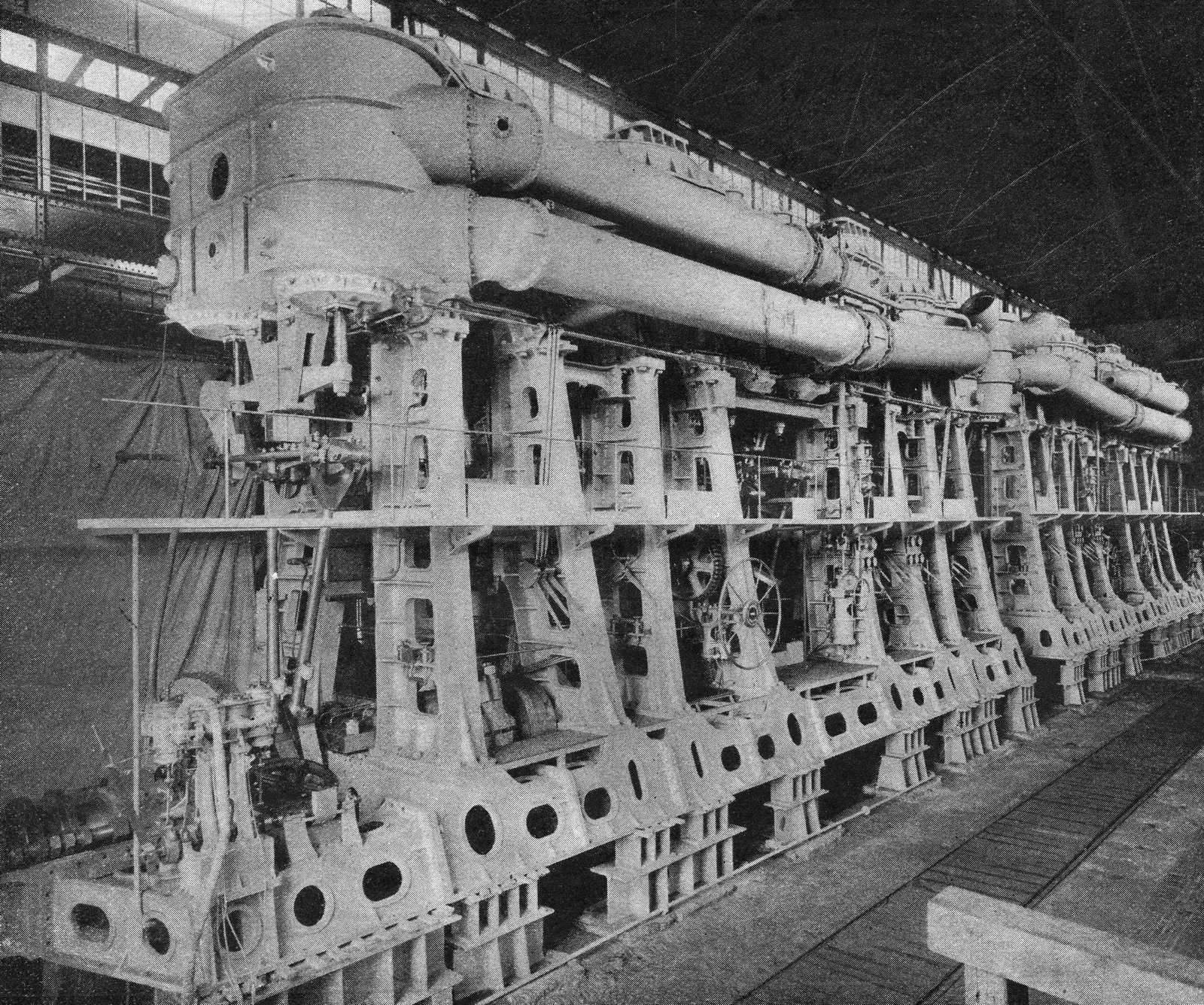
Sechszylindrige Vierfach-Expansionsdampfmaschine des Schnelldampfers Deutschland

Eine Verbunddampfmaschine oder Mehrfach-Expansionsmaschine (engl. compound engine) ist eine Dampfmaschine mit mindestens zwei in Dampfrichtung nacheinander geschalteten Arbeitseinheiten. Anatole Mallet meldete 1874 die Verwendung des Verbundprinzips im Lokomotivbau zum Patent an.
Der effektive Wirkungsgrad einer Verbunddampfmaschine mit geheizten Mänteln und Receiver wurde 1893 mit 7,2 % angegeben. Die Steigerung des Wirkungsgrads durch die Verbundkonstruktion wird auch Verbundwirkung genannt.

## Diskontinuierlicher Verbund, Kolbenmaschinen

### Funktion
In einer Kolben-Verbunddampfmaschine expandiert der Hochdruckdampf im ersten Zylinder bis auf einen mittleren Druck. Der teilentspannte Dampf wird nach dieser ersten Expansion nicht, wie bei der Einfachmaschine, in die Atmosphäre entlassen oder einem Kondensator zugeführt, sondern mit seinem Restdruck zur Verrichtung von weiterer Arbeit einer weiteren Zylindereinheit zugeführt, die mit größerem Hubraum das Arbeitsvermögen der schon auf größeres Volumen expandierten Dampfportion bei niedrigerem Druck weiter abarbeitet. Weil man bei der Verbundarbeitsweise die Temperatursenkung des Dampfes auf räumlich voneinander getrennte Maschinenteile verteilt, verringert sich der Flächenschaden; der Dampf verliert weniger Wärme an kühle Wandungen als bei einstufiger Expansion (= Abkühlung).
Diese mehrstufige (auch mehr als zwei Stufen sind möglich) Nutzung des Dampfdrucks erbringt eine bessere Ausnutzung der im Dampf enthaltenen spezifischen Energie (Enthalpie). Die Verbunddampfmaschinen sind deshalb im Brennstoff- und Wasserverbrauch sparsamer als vergleichbare Dampfmaschinen mit einstufiger Dampfdehnung. Am Ausgang des letzten Zylinders befindet sich meist ein Kondensator, in dem der Dampf verflüssigt wird und das Wasser wieder in den Kreislauf zurückgeführt wird.

### Verwendung
Das Prinzip der Verbunddampfmaschine fand Anwendung bei Dampflokomotiven mit Zwei-, Drei- und Vierzylinder-Triebwerken. Es sind auch mehr als zwei hintereinander geschaltete Stufen der Dampfdrucknutzung bei Kolbenmaschinen realisierbar.
Vierfach-Expansionsmaschinen waren wegen ihrer Größe und Laufeigenschaften sehr selten. Die erste Maschine dieser Bauart wurde 1898 in die Kaiser Friedrich eingebaut. Sie wies fünf Zylinder auf, welche auf drei Kurbeln wirkten. Der Niederdruck wurde in zwei Zylindern verarbeitet, alle anderen Stufen bestanden aus nur einem Zylinder.

### Aufbau
Bei der Entwicklung von Verbunddampfmaschinen wurde erkannt, dass wegen der teilweisen Entspannung des Dampfes im Hochdruckzylinder eine größere Fläche für den Niederdruckzylinder nötig war, denn unterschiedlich lange Kolbenstangen schieden infolge praktischer Erwägungen aus. Zunächst wurde die Fläche des Niederdruckzylinders im Verhältnis zum Hochdruckzylinder verdoppelt, weil man vereinfachend von einer Halbierung des Dampfdruckes ausging. Bei Dreizylinder-Verbundmaschinen mit doppelter Dampfdehnung begünstigte das die Entwicklung von Bauarten mit einem Hoch- und zwei Niederdruckzylindern im jeweils gleichen Durchmesser. Mit zunehmender Erfahrung in Bau und Betrieb von Verbunddampfmaschinen wurde die Wirkungsfläche des Niederdrucks dann weiter vergrößert, um die Energieausbeute zu optimieren.
Bei dreifacher Dampfdehnung wurde das Verhältnis der Zylinderflächen entsprechend behandelt. Zur Berechnung wurde die Fläche des Mitteldruckzylinders im Verhältnis zum Niederdruckzylinder behandelt, als wäre der Mitteldruckzylinder ein Hochdruckzylinder.
In Zahlen ausgedrückt besteht folgendes Verhältnis der Zylinderflächen bzw. Kolbendurchmesser:
- bei zwei oder vier Zylindern und doppelter Dampfdehnung:

Zylinderflächen :
Hochdruck : Niederdruck = 1 : (2,25 … 3)
Kolbendurchmesser :
Hochdruck : Niederdruck = 1 : (1,5 … 1,7)
- bei drei Zylindern und doppelter Dampfdehnung (nach Optimierung der Zylindergesamtflächen):

Zylinderflächen :
Hochdruck : Niederdruck = 1 : 2×(1,125 … 1,5)
Kolbendurchmesser :
Hochdruck : Niederdruck = 1 : 2×(1,06 … 1,23)
- bei drei Zylindern und dreifacher Dampfdehnung:

Zylinderflächen :
Hochdruck : Mitteldruck : Niederdruck = 1 : (2,25 … 2,8) : (5 … 7)
Kolbendurchmesser :
Hochdruck : Mitteldruck : Niederdruck = 1 : (1,5 … 1,7) : (2,25 … 2,7)
- bei vier Zylindern und dreifacher Dampfdehnung:

Zylinderflächen :
Hochdruck : Mitteldruck : Niederdruck = 1 : (2,25 … 2,8) : 2×(2,5 … 3,5)
Kolbendurchmesser :
Hochdruck : Mitteldruck : Niederdruck = 1 : (1,5 … 1,7) : 2×(1,59 … 1,87)
Die Kurbelversetzung wurde so gewählt, dass die Kurbelkräfte der verschiedenen Zylinder in annähernd gleicher Stärke auf die Treibachse wirkten, bei Zwei- und Vierzylindermaschinen lag sie bei 90°. Spätere Ausführungen der Vierzylindermaschinen besaßen eine Kurbelversetzung von 180° zwischen den Hochdruckzylindern bzw. den Niederdruckzylindern, während die Kurbelversetzung zwischen den unterschiedlichen Druckstufen bei 90° lag, um einen möglichst guten Massenausgleich zu erhalten, wie bei der Bayerischen S 3/6. Das vereinfachte zudem die Herstellung der Kropfachsen.
Bei Dreizylindermaschinen mit doppelter Dampfdehnung herrschte sichtlich Unklarheit über die optimale Kurbelversetzung; teils wurden Maschinen mit 120° Kurbelversetzung gebaut, so z. B. die Lokomotiven der Schweizer Baureihe B 3/4. Dadurch wurden ein fast gleichmäßiges Drehmoment sowie ein guter Massenausgleich erreicht. Ein erstes Patent auf eine Lokomotive mit so einem Triebwerk erhielt der französische Ingenieur Michel Andrade im Jahre 1875. Es gab aber auch Konstruktionen, die bei doppelter Dampfdehnung 90° Kurbelversetzung zwischen den Niederdruckzylindern und 135° zwischen Nieder- und Hochdruckzylinder aufwiesen, wie z. B. die Güterzuglokomotiven der württembergischen Baureihe G. Es existierten sogar ganze Baureihen, die, ansonsten identisch, teils mit 120° Kurbelversetzung, teils mit 90°+2×135° Kurbelversetzung gebaut und in Dienst gestellt worden waren.
Dem Vorteil der besseren Energienutzung stehen einige Nachteile des Verbundprinzips gegenüber: zum einen der Bauaufwand mehrerer Zylinder, Kolben und der Schieber bzw. Steuereinrichtungen. Ein Problem bei der Aneinanderreihung von mehreren unterschiedlich großen Expansionseinheiten ist auch die Regelung. Bei wechselnden Lastfällen (Dampflokomotive) ist es fast unmöglich, sowohl die Hochdruckstufe als auch die Niederdruckstufe optimal einzustellen. Eine der Beeinflussungsmöglichkeiten, die Dampfmengensteuerung, wirkt sich immer auf beide Stufen aus, da ein Zwischenaustritt des Dampfes nicht erfolgt. In der Regel wurde auf eine separate Beeinflussung der Einzeltriebwerke verzichtet, um die Steuerungsmechanik nicht zu komplex zu gestalten. Auch für die Anfahrt einer solchen Dampfmaschine waren spezielle Vorrichtungen erforderlich.

## Kontinuierlicher Verbund, Turbomaschinen

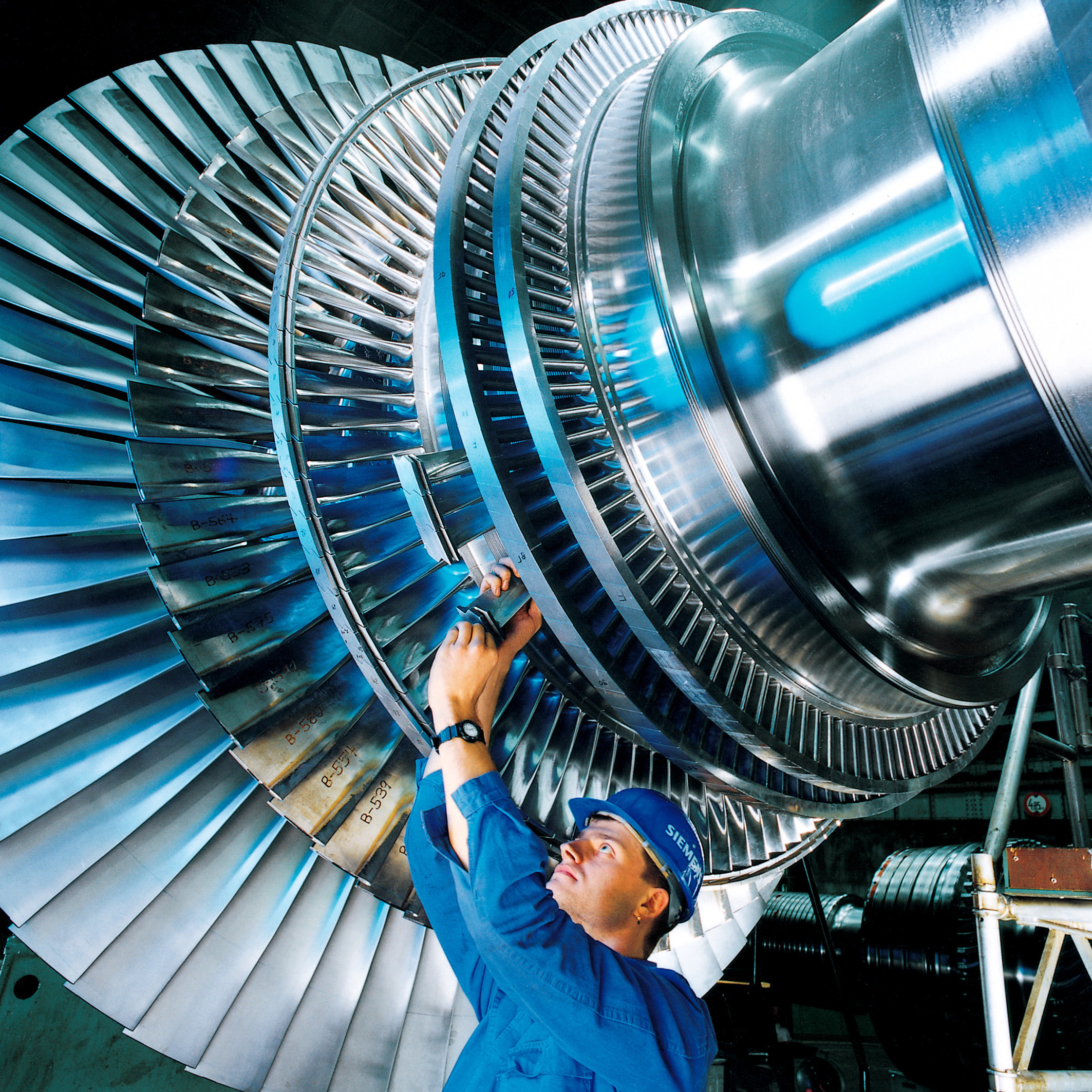
Läufer einer Dampfturbine, unterschiedliche Durchmesser der Schaufelradsätze

Nahezu jede heutige Dampfturbine ist eine Verbunddampfmaschine. Die Expansion des Dampfes findet in Längsrichtung der Turbine in einer Durchmesserstaffelung von kleinen Schaufelraddurchmessern (für den Kesseldruck) hin zu immer größeren Schaufelraddurchmessern (nahe dem Umgebungsdruck) statt, um eine Wandlung der Energieformen (von Wärmeenergie in mechanische Energie) möglichst nah am thermodynamisch maximal Möglichen zu erreichen.